# Martha Plimpton
Martha Campbell Plimpton, semplicemente nota come Martha Plimpton (New York, 16 novembre 1970), è un'attrice statunitense.

## Biografia
Figlia dell'attrice Shelley Plimpton e di Keith Carradine, sua madre è meglio conosciuta come la protagonista del cast originale di Broadway del musical Hair, e suo padre ha vinto un Oscar quale autore e interprete della canzone I'm Easy, nel film Nashville (1975) di Robert Altman. È inoltre nipote degli attori John Carradine, David Carradine, Michael Bowen e Robert Carradine. È nota anche per essere stata la fidanzata di River Phoenix.
Martha ha incontrato per la prima volta suo padre quando aveva quattro anni, e ha deciso di diventare attrice a otto. Ha iniziato prendendo lezioni di recitazione, per poi fare il suo debutto cinematografico a 10 anni, nel thriller politico Il volto dei potenti con Jane Fonda e Kris Kristofferson. A 11 anni si è esibita nel controverso spot pubblicitario dei jeans di Calvin Klein che, pur non mostrando nudità, è stato accusato da molti di essere al limite della pedopornografia.
Il suo primo ruolo importante venne nel film The River Rat, con Tommy Lee Jones e Brian Dennehy. Il film successivo, I Goonies, rimane il suo più grande successo al botteghino, ma si è fatta apprezzare anche in altri lavori come Mosquito Coast e Parenti, amici e tanti guai. In Ho sparato a Andy Warhol ha interpretato la ragazza di Lili Taylor.
I suoi film recenti includono: Eye of God, Musica da un'altra stanza con Jude Law e Jennifer Tilly, e Pecker di John Waters, con Edward Furlong. È un membro della Steppenwolf Theater Company di Chicago, e lavora più frequentemente sul palco che nei film. Dal 2010 fino al 2014 recita nella serie televisiva Aiutami Hope!, creata da Greg Garcia, grazie a cui nel 2011 si aggiudica una nomination come migliore attrice ai premi Emmy. Dal 2016 interpreta Eileen O'Neal nella serie TV The Real.

## Filmografia

### Attrice

#### Cinema
- Il volto dei potenti (Rollover), regia di Alan J. Pakula (1981)
- Topo di fiume (The River Rat), regia di Thomas Rickman (1984)
- I Goonies (The Goonies), regia di Richard Donner (1985)
- Mosquito Coast (The Mosquito Coast), regia di Peter Weir (1986)
- A Life in the Day, regia di Sam Hurwitz - cortometraggio (1986)
- I diffidenti (Shy People), regia di Andrey Konchalovskiy (1987)
- Un gentleman a New York (Stars and Bars), regia di Pat O'Connor (1988)
- Vivere in fuga (Running on Empty), regia di Sidney Lumet (1988)
- Un'altra donna (Another Woman), regia di Woody Allen (1988)
- Zwei frauen - Il silenzio del lago ghiacciato (Zwei Frauen), regia di Carl Schenkel (1989)
- Parenti, amici e tanti guai (Parenthood), regia di Ron Howard (1989)
- Lettere d'amore (Stanley & Iris), regia di Martin Ritt (1990)
- Samantha - Il sorriso della vita (Samantha), regia di Stephen La Rocque (1992)
- A Blink of Paradise, regia di Karen Young - cortometraggio (1992)
- Inside Monkey Zetterland, regia di Jefery Levy (1992)
- The Perfect Woman, regia di Illeana Douglas - cortometraggio (1993)
- Una strana coppia di svitati (Josh and S.A.M.), regia di Billy Weber (1993)
- Mrs. Parker e il circolo vizioso (Mrs. Parker and the Vicious Circle), regia di Alan Rudolph (1994)
- Scelte proibite (The Beans of Egypt, Maine), regia di Jennifer Warren (1994)
- Last Summer in the Hamptons, regia di Henry Jaglom (1995)
- Ho sparato a Andy Warhol (I Shot Andy Warhol), regia di Mary Harron (1996)
- Beautiful Girls, regia di Ted Demme (1996)
- I'm Not Rappaport, regia di Herb Gardner (1996)
- Colin Fitz, regia di Robert Bella (1997)
- Eye of God, regia di Tim Blake Nelson (1997)
- Musica da un'altra stanza (Music from Another Room), regia di Charlie Peters (1998)
- Pecker, regia di John Waters (1998)
- 200 Cigarettes, regia di Risa Bramon Garcia (1999)
- The Sleepy Time Gal, regia di Christopher Münch (2001)
- Hair High, regia di Bill Plympton (2004) - voce
- Marvelous, regia di Siofra Campbell (2006)
- Dante's Inferno, regia di Sean Meredith (2007) - voce
- Remember Me, regia di Allen Coulter (2010) (non accreditato)
- Small Town Murder Songs, regia di Ed Gass-Donnelly (2010)
- Company, regia di Lonny Price (2011)
- Hello Again, regia di Tom Gustafson (2017)
- Mass, regia di Fran Kranz (2021)

#### Televisione
- ABC Afterschool Specials – serie TV, 1 episodio (1983)
- Casa Keaton (Family Ties) – serie TV, 1 episodio (1985)
- A Woman at War (1991) – film TV
- Daybreak, regia di Stephen Tolkin - film TV (1993)
- Chantilly Lace (1993) – film TV
- The Defenders: Payback (1997) – film TV
- The Defenders: Choice of Evils (1998) – film TV
- The Defenders: Taking the First - film TV (1998)
- E.R. - Medici in prima linea (ER) – serie TV, 4 episodi (1999)
- Law & Order - Unità vittime speciali (Law & Order: Special Victims Unit) – serie TV, 1 episodio (2002)
- Hack – serie TV, 1 episodio (2003)
- Karen Sisco – serie TV, 1 episodio (2003)
- Settimo cielo (7th Heaven) – serie TV, 1 episodio (2004)
- Surface - Mistero dagli abissi (Surface) – serie TV, 2 episodi (2006)
- Law & Order: Criminal Intent – serie TV, 1 episodio (2006)
- Puppy Love (2008) – serie TV
- The End of Steve (2008) – film TV
- Grey's Anatomy – serie TV, episodi 6x01-6x02 (2009)
- Medium – serie TV, 1 episodio (2009)
- Fringe – serie TV, 1 episodio (2010)
- How to Make It in America – serie TV, 6 episodi (2010-2011)
- The Good Wife – serie TV, 5 episodi (2009-2013)
- Aiutami Hope! (Raising Hope) – serie TV, 88 episodi (2010-2014)
- The Real O'Neals – serie TV, 13 episodi (2016-2017)
- The Blacklist - serie TV, episodi 5x14-5x16 (2018)
- Generation - serie TV, 16 episodi (2021)
- L'uomo che cadde sulla Terra (The Man Who Fell to Earth) – serie TV, episodio 1x01 (2022)
- La costa del crimine (A Town Called Malice) – serie TV, 8 episodi (2023)
- The Regime - Il palazzo del potere (The Regime), regia di Stephen Frears e Jessica Hobbs – miniserie TV, 4 puntate (2024)
- Prime Target, regia di Brady Hood – miniserie TV (2025)

### Doppiatrice
- Frozen II - Il segreto di Arendelle (Frozen II), regia di Chris Buck e Jennifer Lee (2019)

## Teatro (parziale)
- The Heidi Chronicles di Wendy Wasserstein. Seattle Repertory Theatre di Seattle (1988)
- Pericle, principe di Tiro di William Shakespeare. Public Theater dell'Off-Broadway (1991)
- Zio Vanja di Anton Čechov. Seattle Repertory Theatre di Seattle (1996)
- Lo zoo di vetro di Tennessee Williams. Steppenwolf Downstairs Theatre di Chicago (1998)
- Hedda Gabler di Henrik Ibsen. Long Wharf Theatre di New Haven (2000)
- Boston Marriage di David Mamet. Public Theater dell'Off-Broadway (2002)
- The Coast of Utopia di Tom Stoppard. Lincoln Center di Broadway (2007)
- Sogno di una notte di mezza estate di William Shakespeare. Delacorte Theater dell'Off-Broadway (2007)
- Cimbelino di William Shakespeare. Lincoln Center di Broadway (2007)
- Pal Joey di Richard Rodgers, Lorenz Hart e John O'Hara. Studio 54 di Broadway (2008)
- Top Girls di Caryl Churchill. Samuel J. Friedman Theatre di Broaway (2009)
- Company di George Furth e Stephen Sondheim. David Geffen Hall di New York (2011)
- Other Desert Cities di Jon Robin Baitz. Old Vic di Londra (2014)
- Un equilibrio delicato di Edward Albee. John Golden Theatre di Broadway (2014)
- Sweat di Lynn Nottage. Donmar Warehouse e Gielgud Theatre di Londra (2018)
- Come vi piace di William Shakespeare. @sohoplace di Londra (2022)
- Here We Are di Stephen Sondheim e David Ives. National Theatre di Londra (2025)

## Riconoscimenti
- Premio Emmy
  - 2002 – Candidatura per la miglior attrice guest in una serie drammatica per Law & Order - Unità vittime speciali
  - 2011 – Candidatura per la miglior attrice protagonista in una serie commedia per Aiutami Hope!
  - 2012 – Miglior attrice guest in una serie drammatica per The Good Fight
- Tony Award
  - 2007 – Candidatura per la miglior attrice non protagonista in un'opera teatrale per The Coast of Utopia
  - 2008 – Candidatura per la miglior attrice non protagonista in un'opera teatrale per Top Girls
  - 2009 – Candidatura per la miglior attrice non protagonista in un musical per Pal Joey

## Doppiatrici italiane
Nelle versioni in italiano delle opere in cui ha recitato, Martha Plimpton è stata doppiata da:
- Cristina Boraschi in Lettere d'amore, Beautiful Girls, The Regime - Il palazzo del potere, La costa del crimine
- Antonella Baldini in Un'altra donna, 200 Cigarettes
- Caterina Sylos Labini ne I Goonies
- Maria Laura Baccarini ne I diffidenti
- Laura Boccanera in Parenti, amici e tanti guai
- Barbara De Bortoli in Samantha - Il sorriso della vita
- Valentina Pollani in Law & Order: Criminal Intent
- Isabella Pasanisi in Grey's Anatomy
- Stefania Romagnoli in Fringe
- Chiara Colizzi in The Good Wife
- Ilaria Giorgino in Aiutami Hope!

Da doppiatrice è stata sostituita da:
- Rossella Izzo in Frozen II - Il segreto di Arendelle